# Cheumatopsyche pulla
Cheumatopsyche pulla là một loài Trichoptera trong họ Hydropsychidae. Chúng phân bố ở miền Cổ bắc.